# Thomas Englund
Jan Thomas Yngve Englund, född 10 oktober 1951 i Ljungarums församling i Jönköping, är en svensk arbetsrättsexpert och författare. Han är uppvuxen i Kungälv och bosatt i Mölndal.
Englund är verksam i informationsföretaget Tholin & Larsson i Göteborg.